# Johannes Nuhn
Johannes Nuhn (* 25. Januar 1442 in Hersfeld; † nach 1523 ebenda), war ein Weltgeistlicher und hessischer Chronist am Übergang zwischen Spätmittelalter und Reformationszeit.
Johannes Nuhn war lange in Diensten der Landgräfin Mechthild in Rotenburg und war wohl Erzieher von Wilhelm I. dem Älteren und Wilhelm II. dem Mittleren von Hessen. Letzteren begleitete er sein ganzes Leben. Seine Schriften haben daher im zeitgenössischen Zeitraum den Schwerpunkt in der Niedergrafschaft. Er ist damit neben Wigand Gerstenberg, der sich fast zeitgleich in Diensten von Wilhelm III. in der Obergrafschaft befand, eine Hauptquelle für Ereignisse in der Landgrafschaft Hessen.
Teile seiner Schriften wurden von Heinrich Christian Senckenberg in der Selecta Juris et Historiarum ab dem Jahr 1735 das erste Mal in gedruckter Form veröffentlicht.

## Leben
Johannes Nuhn wurde nach eigenen Angaben in der „Chronologia“ am 25. Januar 1442 in Hersfeld geboren.
1461 schrieb er sich zu einem Theologiestudium bei der Universität Erfurt ein. Wie lange er sich an der Universität aufhielt, ist nicht bekannt. Später war er in Diensten von Graf Heinrich XIV. von Henneberg-Schleusingen (er war Domkanoniker in Köln und Würzburg), der in Kaltennordheim seine Residenz hatte. Heinrich XIV. starb 1475, vermutlich verließ Johannes Nuhn daraufhin die Dienste bei den Hennebergern. Es kann angenommen werden, dass er seitdem in Diensten von Mechthild von Württemberg (Tochter von Graf Ludwig I. von Württemberg) war, die in ihrem Wittum auf dem Rotenburger Schloss residierte. Nuhn war hier wohl Erzieher ihrer Söhne Wilhelm dem Älteren und Wilhelm des Mittleren. Johannes Nuhn ist aber erst im Jahr 1479 wieder urkundlich fassbar. In diesem Jahr begleitete er Mechthild von Württemberg mit Wilhelm den Mittleren nach Tübingen, an den Hof von Graf Eberhard I. von Württemberg, dem Onkel von Mechthild. Wilhelm der Mittlere wurde zur Erziehung an den Württembergischen Hof gebracht und blieb dort 5½ Jahre.
Im Jahr 1483 war Johannes Nuhn in Kassel anwesend, als sich Wilhelm der Ältere, nach dem Tode von Landgraf Heinrich III., als neuer Landgraf huldigen ließ.
1479 war Johannes Nuhn im Gefolge von Wilhelm des Mittleren nach Ulm und weiter nach Innsbruck gereist, zur Vermählung des Herzogs Siegmund mit Katharina von Sachsen.
In der Folge scheint er vor allem bei Wilhelm dem Mittleren in Diensten gewesen zu sein (er beschreibt ihn als „löwenmutigen Landgraf“). Der nahe Umgang mit dem Landgrafenhaus, das damals sehr zerstritten war, scheint sich auch auf seine Chronik ausgewirkt zu haben. Er äußerte sich über den Inhalt einer Urkunde, in der Wilhelm I. zu Gunsten seines Bruders auf seinen Landesteil verzichtet. Hier heißt es: „… aber die rechte ursach, wo der unwille her erwuchs, wird verdruckt und verschwiegen, so eygent mir nit, ob ich etwas darvon wüste oder erfahren hatte, nicht zu melden“.
Auch schien er in Diensten des Markgrafen von Meißen gewesen zu sein. Cyriacus Spangenberg gibt an, dass Johannes Nuhn eine Historie der Markgrafen von Meißen geschrieben hat. Auch ist es wahrscheinlich, das er sich einige Zeit im Lande aufgehalten hat, da er die Grabinschrift des 1486 verstorbenen, in Meißen bestatteten „tugendhaften“ Herzogs Ernst von Sachsen in ihrem ganzen Wortlaut mitteilt. Auch in Mainz war er wohl zugegen. „… als man sie (die dortige Martinsburg) noch vor augen siehet“.
Man muss auch davon ausgehen, dass er sich in Hersfeld selbst länger aufhielt, auch wenn es keine direkten Angaben von ihm dazu gibt. Er berichtet sehr häufig und eingehend in alle Einzelheiten über die Geschichte der älteren und der neueren Geschichte der Stadt. z. B. als Wilhelm der Ältere sich 1511 von Spangenberg an den kaiserlichen Hof begab, verbrachte er die erste Nacht in Hersfeld, von weiteren Reisestationen erfährt man nichts. Auch berichtete er über den Landtag zu Hersfeld im Jahr 1498. Hier erfährt man viele Äußerlichkeiten, über den Einzug der Fürsten, die Zahl der Reisigen usw., sogar der Weg den Wilhelm der Mittlere durch die Stadt nahm, in einer Weise, die seine damalige Anwesenheit in der Stadt fast zur Gewissheit macht.
Man geht davon aus, dass er dem weltgeistlichen Stand angehörte. Dafür spricht nicht nur sein biblischer Ton, den er in seinen Werken zum Ausdruck bringt, sondern auch seine Haltung zu der Art und Weise wie geistliche Besitzungen in weltliche Hände gebracht wurden, sprechen dafür. „Selten oder gar lützel ist einem münchen zu glauben, dann was ein münch gedencken darf, das thut er auch, und wie erschalckheit getreibet, da man ein anderen um brennet, radbrächt, viertheilt, ertränckt und hienge, das irret einen münch nicht; er zeucht sein kappen in sein augen und fallet weinend vor seinen obersten nieder, dann bleibet er ein münch als er vor gewesen isr“.
Wann er starb, ist nicht mehr sicher zu sagen. Die letzten Zeugnisse von ihm stammen aus dem Jahr 1523, wo er über den Zug von Philipp I. von Hessen und seiner Verbündeten gegen Franz von Sickingen berichtet. Man geht daher davon aus, dass dies auch sein Todesjahr war.

## Werk
- Johannes Nuhn: Chronika und altes Herkommen der Landtgrawen zu Döringen und Hessen und Marggraven zu Meißen. In: Heinrich Christian Senckenberg: Selecta Juris et Historiarum. Bd. III, Frankfurt a. M. 1735, S. 45–49, 301–514.

- Johannes Nuhn: Hessische Chronik. In: Heinrich Christian Senckenberg: Selecta Juris et Historiarum. Bd. 5, Frankfurt a. M. 1739, S. 385–518.

- Johannes Nuhn: Chronologia